# Dolní Hrachovice
Dolní Hrachovice (německy Unter Hrachowitz) jsou obec v okrese Tábor v Jihočeském kraji. Žije v ní 128 obyvatel.

## Historie
První písemná zmínka o obci pochází z roku 1550.

## Obyvatelstvo
| Rok            | 1869 | 1880 | 1890 | 1900 | 1910 | 1921 | 1930 | 1950 | 1961 | 1970 | 1980 | 1991 | 2001 | 2011 | 2021 |
| -------------- | ---- | ---- | ---- | ---- | ---- | ---- | ---- | ---- | ---- | ---- | ---- | ---- | ---- | ---- | ---- |
| Počet obyvatel | 449  | 420  | 415  | 402  | 379  | 352  | 294  | 199  | 202  | 176  | 170  | 149  | 144  | 135  | 127  |
| Počet domů     | 58   | 52   | 57   | 57   | 52   | 55   | 54   | 54   | 47   | 46   | 42   | 45   | 52   | 54   | 53   |

## Obecní správa
Mezi lety 1850–1920 patřily Dolní Hrachovice jako osada obce k Pohnání v okrese Tábor. V letech 1921–1971 patřil jako osada obce k Pohnánci. Od 26. listopadu 1971 do 31. prosince 1991 patřily znovu jako část obce k Pohnání, kdy se konaly obecní volby a od 1. ledna 1992 jsou samostatnou obcí.

### Části obce
- Dolní Hrachovice
- Horní Hrachovice
- Mostek